# John Rutherford (Mediziner)
John Rutherford (* 1. August 1695; † 6. März 1779 in Edinburgh) war Professor für Medizin an der University of Edinburgh und einer der Wegbereiter des klinischen Unterrichts, bei dem die Studenten im Krankenhaus am Patienten statt im universitären Hörsaal unterrichtet werden. Er ist der Vater des Wissenschaftlers Daniel Rutherford und der Großvater des Schriftstellers Walter Scott.

## Leben und Wirken
Er war der Sohn von John Rutherford, sen. Minister of Yarrow, Selkirkshire. Er durchlief eine klassische Ausbildung an einer Schule von Selkirk und begann in der Folge ein Studium der Mathematik und Naturphilosophie an der Universität Edinburgh. Hiernach fand er eine Anstellung als Lehrling bei einem Chirurgen in dieser Stadt. Er folgte ihm später nach London und blieb bei ihm bis zum Jahre 1716. In London besuchte er verschiedene Krankenhäuser und auch Vorlesungen von James Douglas, einem Anatomen, Chirurgen und Geburtshelfer, der zu dieser Zeit in London lehrte.
Danach studierte er an der Universität Leyden, bei Herman Boerhaave, ferner in Paris und Reims.
In Reims schloss er im Juli 1719 sein Medizinstudium ab, wo er 1719 den Doktor der Medizin (MD) erhielt.
Im Jahre 1720 kehrte er nach Großbritannien zurück. Er ließ sich in Edinburgh im Jahre 1721 nieder, und begann, mit Andrew Sinclair (1726–1757), Andrew Plummer und  John Innes (1726–1755) ein Laboratorium für die Herstellung von Verbindungen und  Medikamenten ein. Die Gruppe dieser Ärzte lehrten auch die Grundlagen der Chemie und später auf den Rat von Herman Boerhaave hin, referierten sie auch über andere naturwissenschaftliche Themen. Jedes Mitglied dieser Ärztegruppe wurde Professor in der Universität von Edinburgh.
John Rutherford war einer der führenden Mediziner Schottlands und unterrichtete an der University of Edinburgh, die sich in der ersten Hälfte des 18. Jahrhunderts zu einer der besten medizinischen Ausbildungsstätten Europas entwickelte. Er gilts als einer der Wegbereiter des klinischen Unterrichts in der Medizin, bei diesem werden die Studenten nicht im Hörsaal unterrichtet, sondern nehmen an den Untersuchungen der Patienten im Krankenhaus teil. Diese auch als Leidener System bezeichnete Ausbildungsmethode geht auf Herman Boerhaave aus Leiden zurück. Sie wurde bereits vor John Rutherford in einem sehr geringen Umfang in Edinburgh praktiziert, aber erst von diesem in großem Maßstab angewandt und popularisiert. John Rutherford erteilte seinen Studenten ab 1748 regelmäßig in dem 1741 erbauten königlichen Krankenhaus klinischen Unterricht.
Im Jahre 1726 wurde er an dann als Professor für Medizin an die Universität Edinburg berufen, wo er bis zu seiner Pensionierung 1766 unterrichten sollte. Er war zweimal verheiratet, zuerst mit Jean Swinton und dann mit Anne MacKay. Aus der Ehe mit Jean (oder Joan) Swinton ging seine Tochter Anne Rutherford (1739–1819) hervor und aus der Ehe mit Anne MacKay sein Sohn Daniel Rutherford (1749–1819).
Rutherford wurde am 10. März 1779 auf dem Greyfriars Kirkyard in Edinburgh bestattet.

## Werke (Auswahl)
- Clinical lectures read in the Royal Infirmary at Edinburgh in the year 1749.
- Clinical lectures. Edinburgh (1751)
- Clinical lectures and cases.  Edinburgh (1762)